# Домарацький Костянтин Олегович
Костянтин Олегович Домарацький (нар. 27 червня 2000, Львів, Україна) — український футболіст, півзахисник.

## Життєпис
Вихованець СДЮШОР «Карпати». У серпні 2019 року підписав контракт з СК «Дніпро-1», у складі якого виступав в молодіжному чемпіонаті України.
У грудні 2020 року переведений у першу команду «спортклубівців». У Прем'єр-лізі України дебютував 6 грудня 2020 року в програному (1:3) виїзному поєдинку 12-го туру проти луганської «Зорі». Костянтин вийшов на поле на 71-й хвилині, замінивши Данила Ігнатенка.